# Bouleau verruqueux
Pour les articles homonymes, voir Bouleau blanc.
Betula pendula
Espèce
Classification APG III (2009)
Synonymes
- Betula  alba pendula (Roth) W.T.Aiton[2]
- Betula aetnensis Raf. ex J.Presl & C.Presl[3]
- Betula alba L. p. p.[4]
- Betula brachylepis V.N.Vassil.[3]
- Betula cajanderi Sukaczev[3]
- Betula demetrii I.V. Vassil.[4]
- Betula demetrii I.V.Vassil.[3]
- Betula ellipticifolia V.N.Vassil.[3]
- Betula grandifolia Litv.[3]
- Betula hippolyti Sukaczev[3]
- Betula insularis V.N.Vassil.[3]
- Betula kossogolica V.N.Vassil.[3]
- Betula laciniata Wahlenb.[3]
- Betula microlepis I.V.Vassil.[3]
- Betula oycowiensis Besser[2]
- Betula palmata Borkh.[3]
- Betula pendula oycowiensis (Besser) Dippel[2]
- Betula pendula (André) C. K. Schneid.[5]
- Betula talassica Poljakov[3]
- Betula urticifolia (Spach) Regel[3]
- Betula verrucosa Ehrh[3]
- Betula verrucosa Enrhart[2]
- Betula verrucosa Errh[4]

Statut de conservation UICN

 LC  : Préoccupation mineure
Répartition géographique
Le Bouleau verruqueux (Betula pendula, syn. Betula verrucosa), Bouleau blanc, Bouleau d'Europe ou Bouleau blanc d'Europe, est un arbre à feuilles caduques pouvant atteindre 25 mètres de hauteur, originaire d'Europe et d'Asie.
Il s'agit d'un arbre très rustique et qui a besoin de lumière. Il aime les sols secs à frais, siliceux de préférence. Les sols acides à alcalins ne le dérangent pas outre mesure.
C'est une essence pionnière, colonisatrice et très adaptable. Il résiste parfaitement aux embruns. Il peut être isolé, en alignement ou en bosquet.

## Description

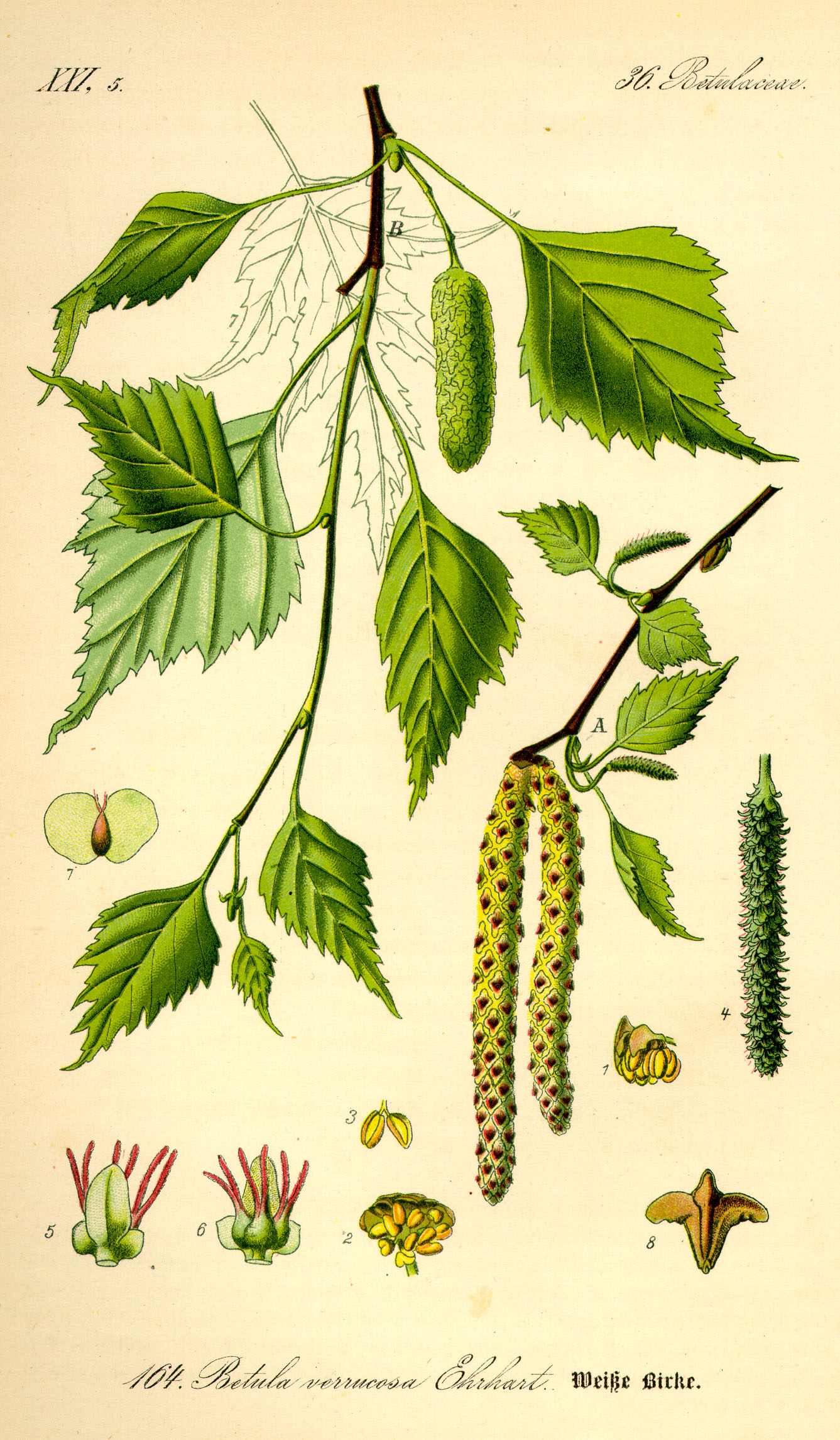
Planche d'illustration de Betula pendula (Otto Wilhelm Thomé - 1855).

Le Bouleau verruqueux est un arbre à feuilles caduques de taille moyenne, généralement de 15 à 25 mètres de haut,  avec un tronc élancé, généralement de moins de 40 cm de diamètre. L’écorce est lisse et brune sur les jeunes sujets, puis avec l'âge elle se blanchit et se craquelle, de la même manière que le bouleau à papier (Betula papyrifera). L'écorce marquée de lenticelles beiges et horizontales reste lisse jusqu' à ce que l'arbre devienne assez gros, mais quand les arbres sont plus âgés, l'écorce s'épaissit, devenant irrégulière, foncée et rugueuse. Les jeunes branches ont des verrues de résine blanchâtres, d'où son nom de Bouleau verruqueux, et les rameaux sont minces, glabres et souvent pendants. Les bourgeons sont petits et collants, et le développement est sympodial, c'est-à-dire que le bourgeon terminal meurt et la croissance continue à partir d'un bourgeon latéral.
Ses feuilles sont triangulaires, pointues et doublement dentées. Il s'agit de feuilles simples, caduques et disposées de façon alternée. Le pétiole est parfois couvert de glandes résinifères. À l'automne, elles prennent une couleur dorée. 
Ses fleurs sont organisées en un chaton, pendant pour le mâle et dressé puis pendant pour le chaton femelle. Ses fruits, en forme de petits cylindres, sont des samares groupées en chatons constitués d'un empilement d'écailles.

## Répartition et habitat
Le Bouleau verruqueux pousse naturellement de l'Europe occidentale vers l'est jusqu'au Kazakhstan, la république de Sakha en Sibérie, la Mongolie et la province du Xinjiang en Chine et vers le sud jusqu'aux montagnes du Caucase et du nord de l'Iran, de l'Irak et de la Turquie. Il est également originaire du nord du Maroc et a été naturalisé dans d'autres parties du monde. Dans les parties méridionales de son aire de répartition, on le trouve principalement dans les régions montagneuses.
Ses graines légères sont facilement soufflées par le vent et c'est une espèce pionnière, l'un des premiers arbres à pousser sur terre nue ou après un feu de forêt.
Il a besoin de beaucoup de lumière et s'adapte le mieux aux sols secs et acides et se trouve sur les landes, les flancs des montagnes et les rochers. Sa tolérance à la pollution le rend apte à être planté dans les zones industrielles et les sites exposés.
Il a été introduit en Amérique du Nord où il est connu sous le nom de bouleau blanc européen et est considéré comme envahissant dans les États du Kentucky, du Maryland, de Washington et du Wisconsin. L'espèce est naturalisée et localement envahissante dans certaines régions du Canada.

## Culture

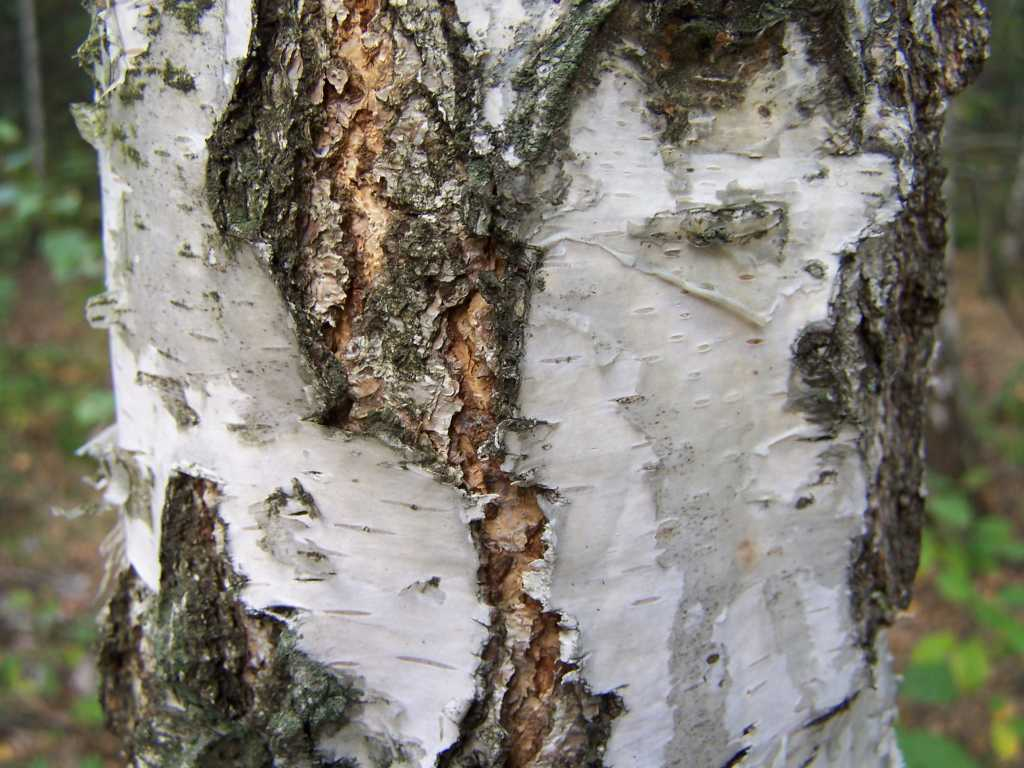
Détail d'un tronc de Bouleau verruqueux.

Le Bouleau verruqueux est un arbre de culture relativement facile, très tolérant en termes de sol, de pollution et de conditions climatiques. Il est particulièrement apprécié pour son beau tronc blanc, son port facilement vertical et son feuillage qui filtre la lumière sans la bloquer : il est ainsi idéal pour les jardins où l'on souhaite conserver un maximum de lumière et surtout laisser pousser la végétation à son pied. Il grandit vite au départ, puis sa croissance ralentit avec l'âge (généralement après avoir atteint 10 mètres, en environ 10 ans) et il ne devient jamais trop imposant, sauf passé un âge vénérable. 
Le Bouleau verruqueux résiste à des froids jusqu'à −18 °C, et passe donc très bien l'hiver dans presque toutes les régions d'Europe et jusqu'à des altitudes relativement importantes pour un feuillu - à l'inverse, il craint les chaleurs trop intenses et est absent du Pourtour méditerranéen. Il préfère des sols légèrement acides, mais poussera convenablement dans des sols alcalins, et tolère une large gamme de qualités de sols, y compris pauvres ou urbains. Sa tolérance est aussi remarquable en termes d'humidité, et le bouleau verruqueux survit bien aux sécheresses comme aux inondations. Il peut pousser isolé ou en petits groupes (souvent de trois : on parle alors de « cépée »), et se plante plutôt à l'automne. 

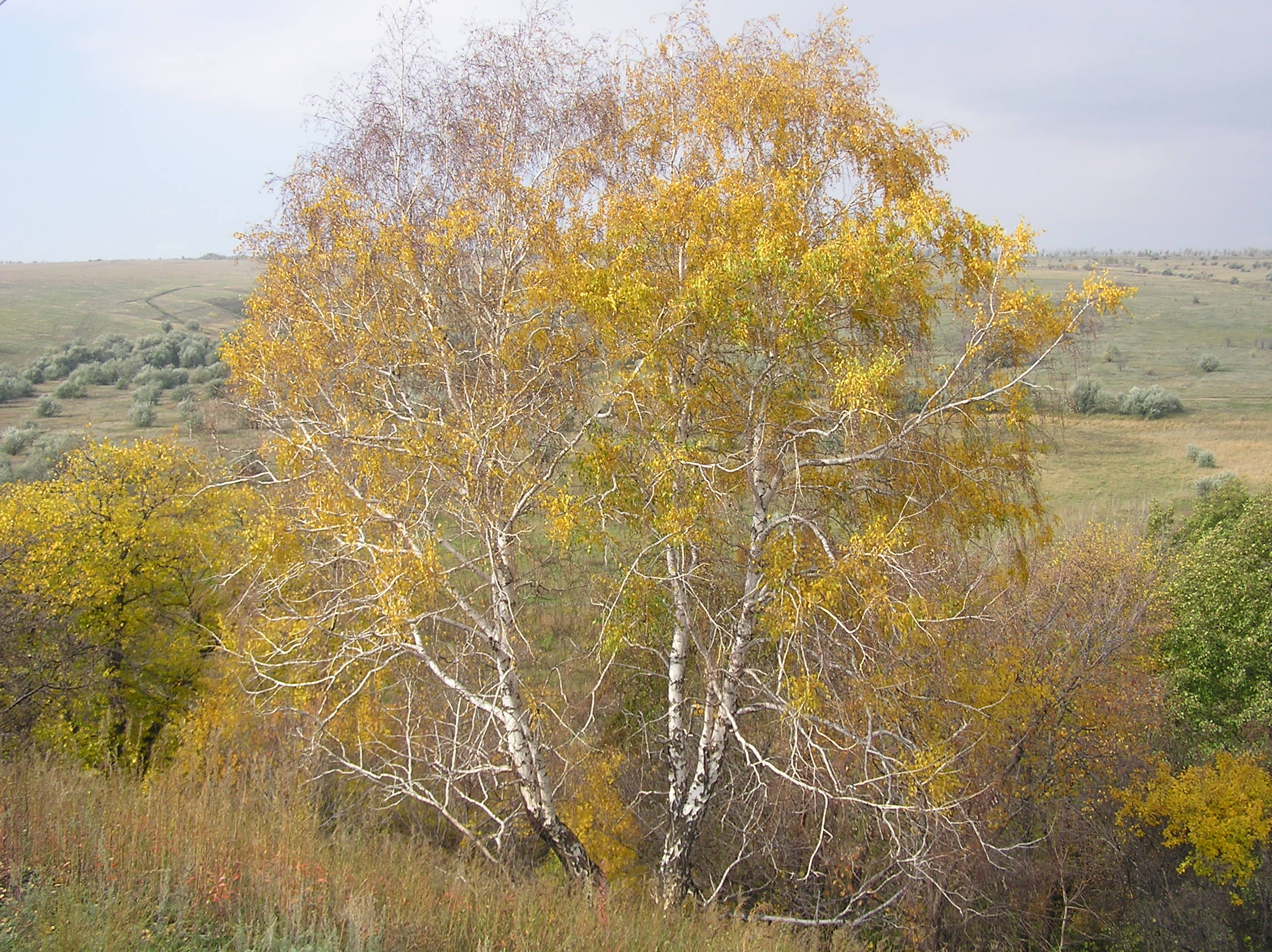
Betula pendula de Roth en automne.
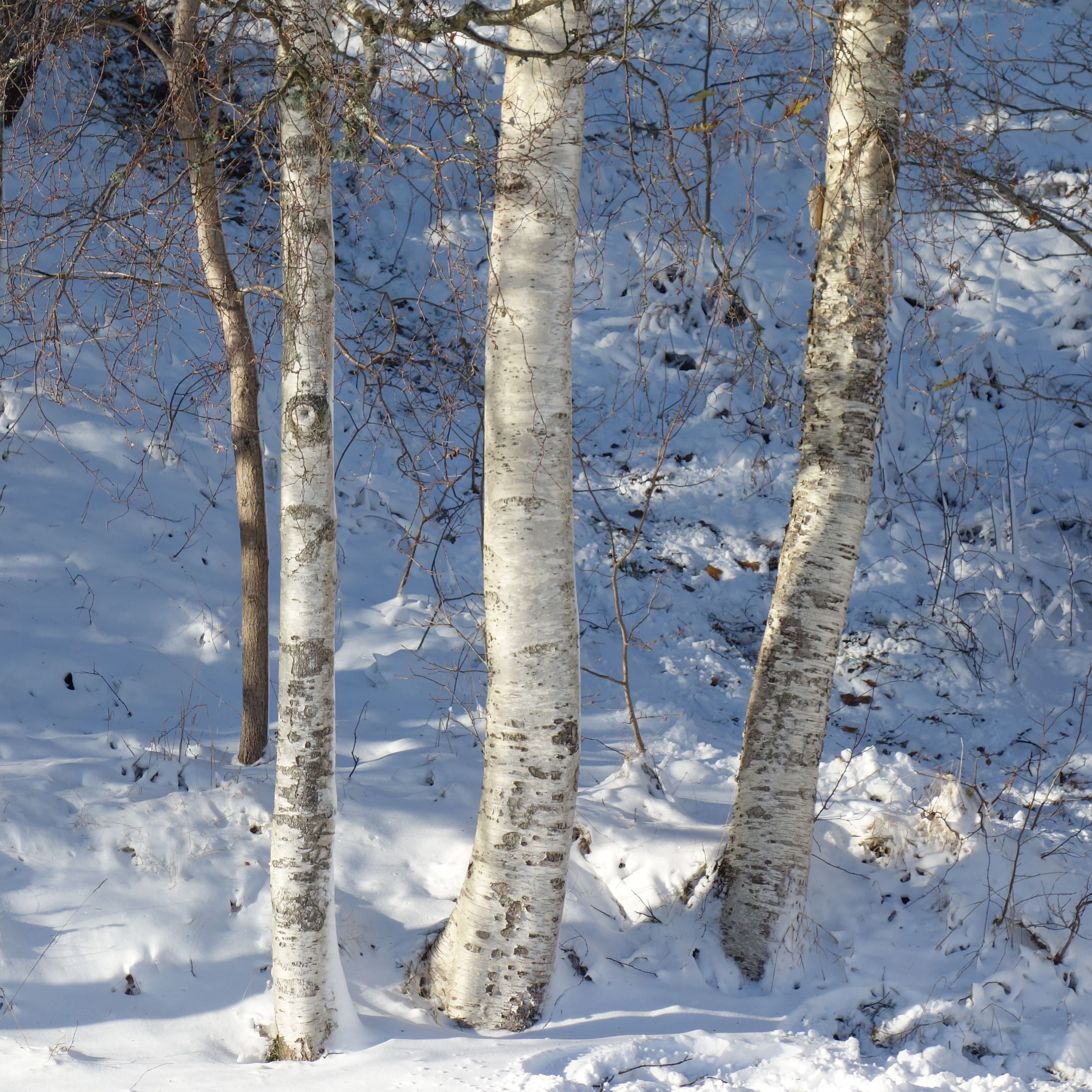
Troncs de bouleau verruqueux.
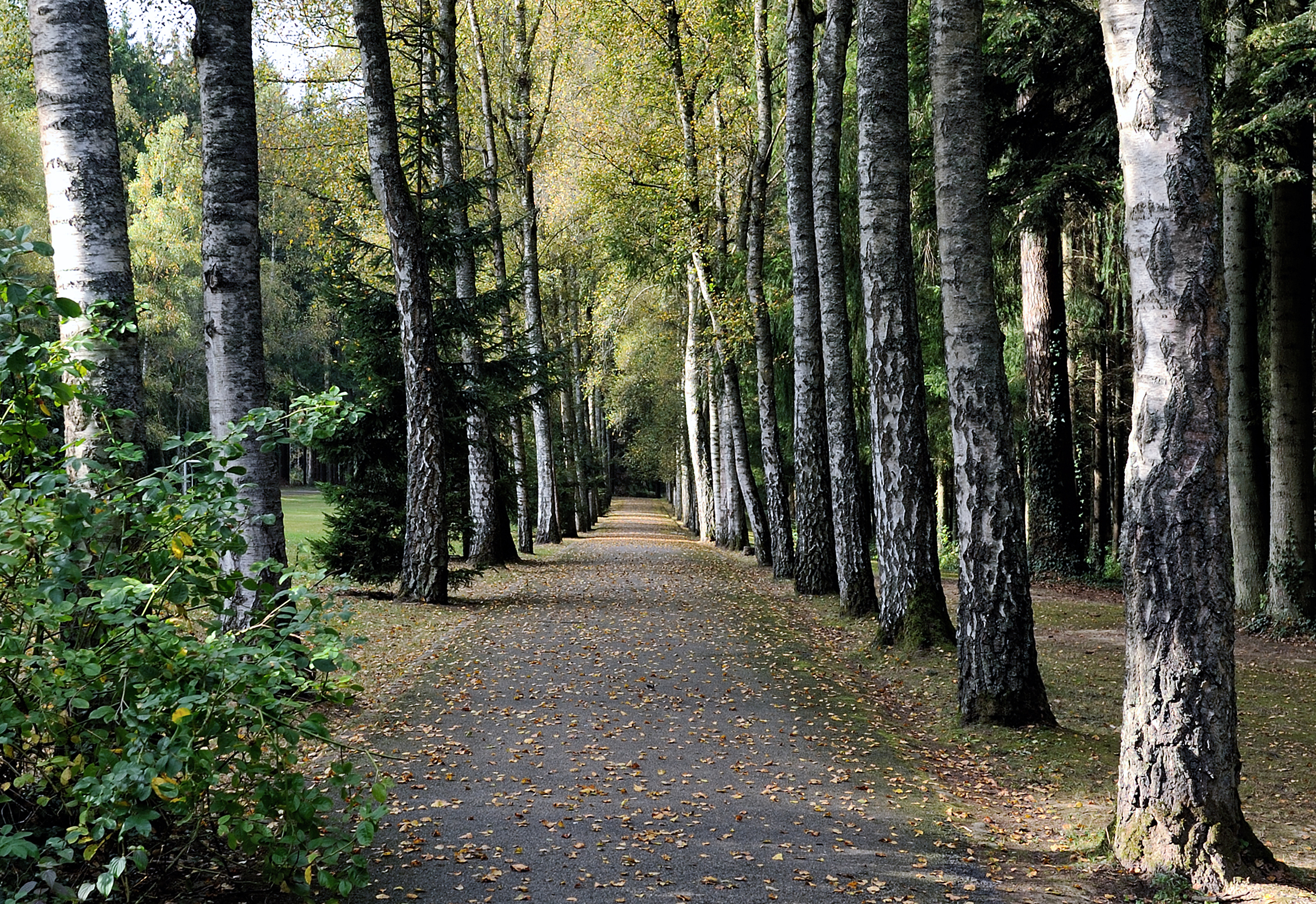
Allée bordée de bouleaux.
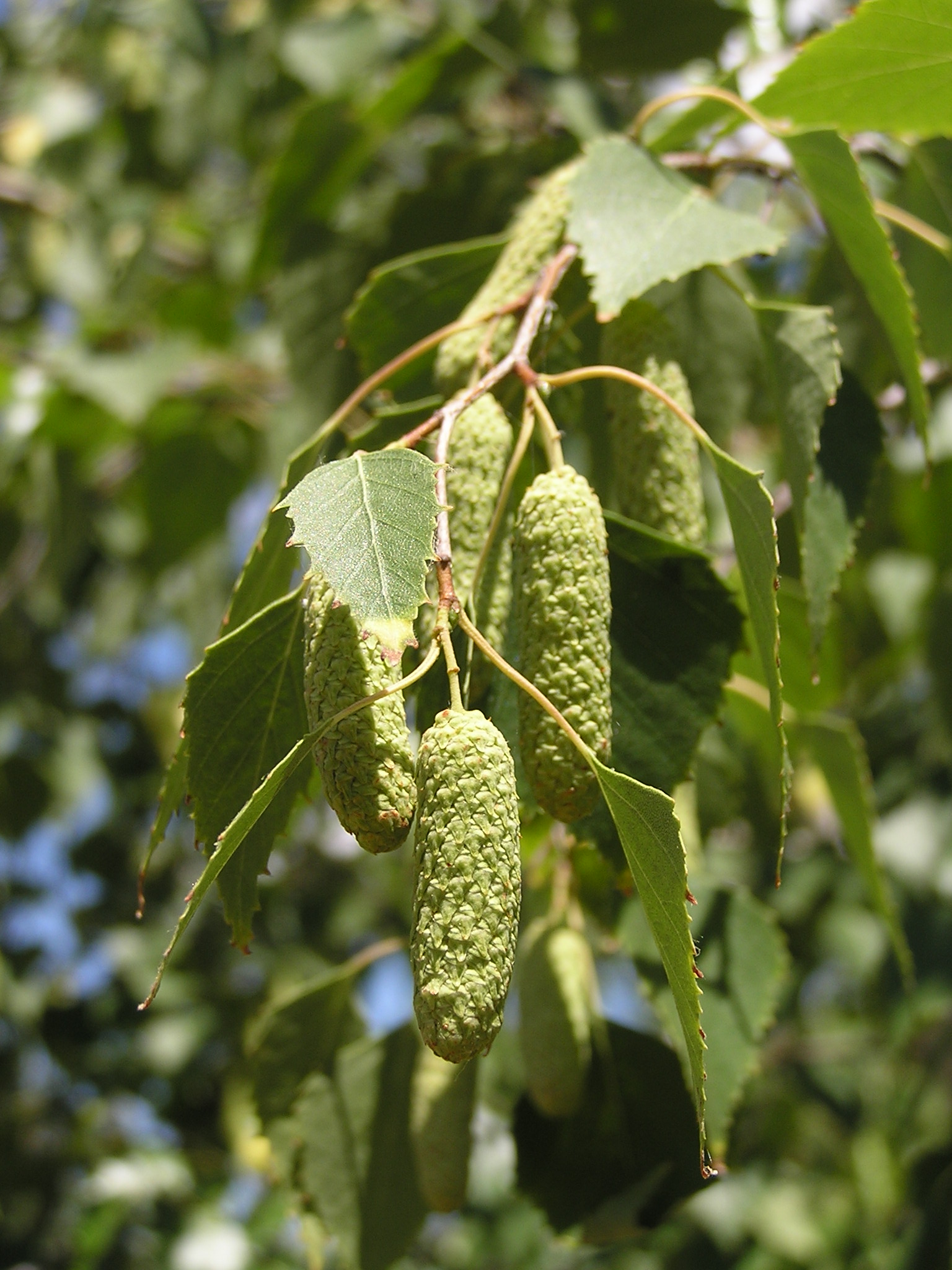
Chatons fructifères de Betula pendula.

## Cultivars
De nombreux cultivars ornementaux sont utilisés dans les parcs et jardins :
- Bouleau fastigié (Betula pendula 'Fastigiata'), avec un port en colonne (8 à 10 m) ;
- Bouleau lacinié (Betula pendula 'Dalecarlica'), avec un port élancé et très élégant, et des ramilles secondaires retombantes (8 à 10 m) ;
- Bouleau pleureur (Betula pendula 'Tristis') vigoureux et solitaire, avec un port élégant et une flèche sommitale à 12 m avec des branches secondaires retombantes ; certains vieux arbres finissent par pousser en hauteur en formant d'étonnants troncs cannelés marqués de zones noires et blanches[11] ;
- Bouleau pleureur de Young (Betula pendula 'Youngii'), arbre solitaire de type pleureur mais sans flèche sommitale. Toutes les branches retombent le long du tronc ;
- Bouleau pourpre (Betula pendula 'Purpurea'), avec un feuillage pourpre sombre au printemps, plus clair l'été et rouge en automne (5 à 6 m).

## Utilisation
- Industrie papetière ;
- Arbre d'ornement isolé ou groupés ;
- Herboristerie : décoction des bourgeons ou d'écorce sèche et infusion avec les feuilles (jus de bouleau qui a des vertus diurétiques, anti-inflammatoires et dépuratives)[12] ;
- Gemmothérapie (médecines non conventionnelles) : on utilise les bourgeons, les chatons, l'écorce interne des racines et les radicelles ;
- Alimentation : sève de bouleau utilisée pour produire de l'eau de bouleau, de la bière (Birch beer), du vin, de l'eau-de-vie, du vinaigre et du sirop de bouleau (similaire au sirop d'érable) en Amérique du Nord, de l'Est du Canada à l'Alaska.

## Ennemis
La chenille du papillon de jour (rhopalocère) suivant se nourrit de bouleau verruqueux :
- Morio, Nymphalis antiopa (Nymphalidae).

Le Bouleau blanc est sensible au Polypore du pin.